# Dougaloplus derjugini
Dougaloplus derjugini är en ormstjärneart som först beskrevs av Alexander Michailovitsch Djakonov 1949.  Dougaloplus derjugini ingår i släktet Dougaloplus och familjen trådormstjärnor. Inga underarter finns listade i Catalogue of Life.